# Anacoluto
L'anacoluto (dal greco anakóluthon [schêma], "privo di un seguito"), detto anche tema sospeso, è una figura retorica in cui non è rispettata la coesione tra le varie parti della frase. È una rottura della regolarità sintattica della frase presente soprattutto nella lingua parlata, una vera e propria sgrammaticatura che consiste nel cominciare un periodo in un modo e finirlo diversamente, spesso cambiando il soggetto del verbo o introducendo un soggetto che resta poi senza verbo. Nella scrittura è un effetto della mimesi del parlato. Può essere inconsapevole, come nel caso della scrittura dei semicolti, oppure consapevole, come è il caso della scrittura dotta o colta, che se ne serve come strumento di ricerca di espressività. 
Anticamente era noto con l'espressione latina nominativus pendens.

## Uso
Diffuso nel linguaggio comune e nell'italiano popolare, nell'anacoluto il costrutto sintattico è privo di coerenza e di accordo logico-grammaticale tra gli elementi del periodo, pur mantenendo un senso o tema comune tra le parti del discorso. È utilizzato in modo consapevole fin dall'antichità, per ottenere particolari effetti stilistici: ne hanno fatto uso, tra altri, Tucidide, Tito Livio, Cicerone e Catone. Questa tradizione arriva alla contemporaneità passando per gli scrittori del Trecento: sono noti gli anacoluti di Machiavelli e quelli, disseminati ne I promessi sposi, di Alessandro Manzoni.

### Esempi letterari
- Calandrino, se la prima gli era paruta amara, questa gli parve amarissima (Giovanni Boccaccio, Decameron, VIII, 6)[3]
- mi pasco di quel cibo che solum è mio e ch'io nacqui per lui (Niccolò Machiavelli, Lettera a Francesco Vettori, 10 dicembre 1513)
- Lei sa che noi altre monache, ci piace di sentir le storie per minuto (Alessandro Manzoni, I promessi sposi, cap. IX, p. 172)[3]
- Non sapete che i soldati è il loro mestiere di prender le fortezze? (Alessandro Manzoni, I promessi sposi, cap. XXX, p. 570)[3]
- Quelli che moiono, bisogna pregare Iddio per loro (Alessandro Manzoni, I promessi sposi, cap. XXXVI, p. 697)[3]